# Königliches Landhaus

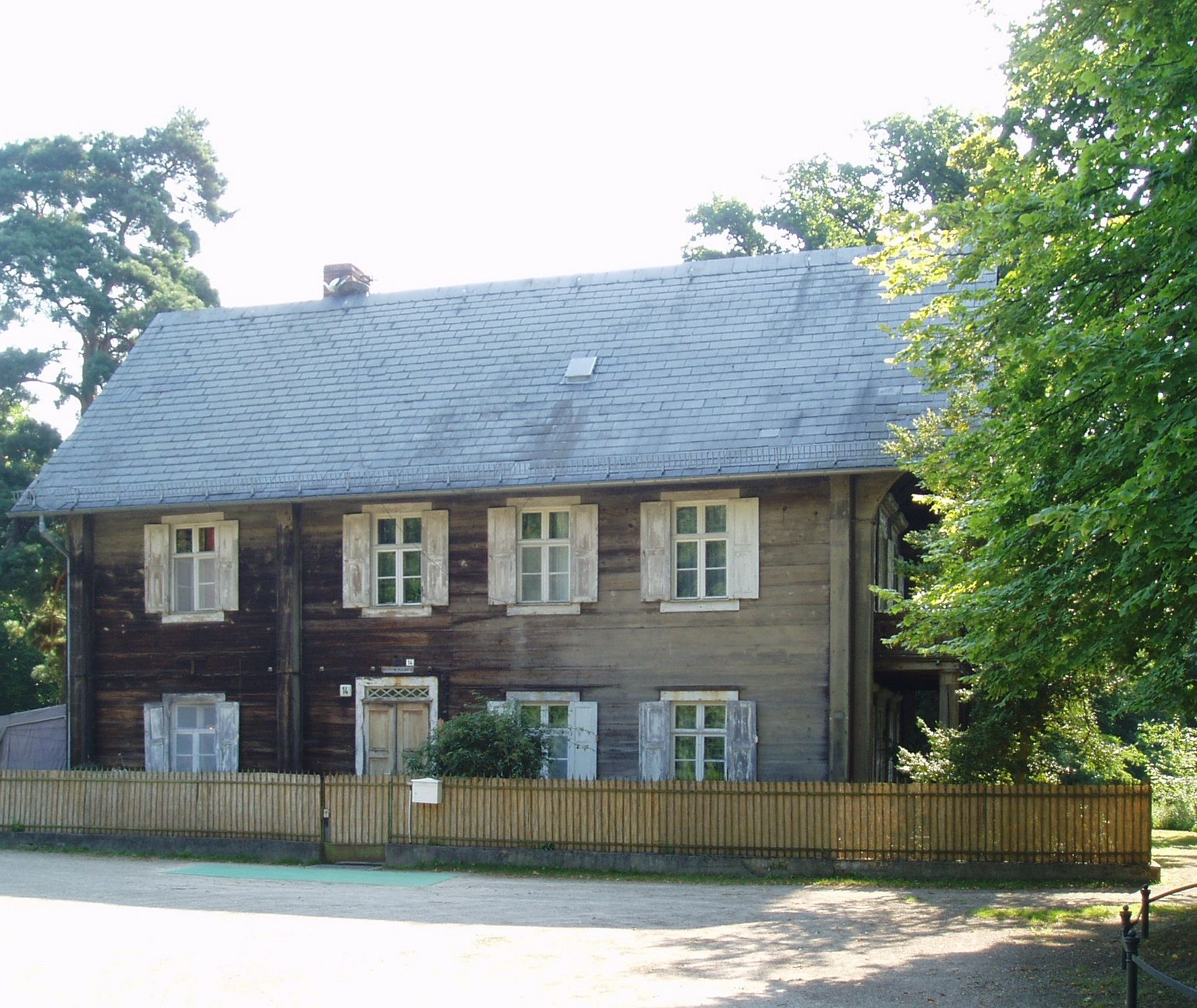
Haus Russische Kolonie 14

Das Königliche Landhaus in Potsdam, ein zur dortigen russischen Kolonie Alexandrowka gehörendes Fachwerkhaus, wurde auf dem Kapellenberg als Haus des Aufsehers der Alexander-Newski-Gedächtniskirche gebaut. Realisiert wurde es nach einem Entwurf für ein geplantes Dorf bei Puschkin, welches allerdings nie gebaut wurde. König Friedrich Wilhelm III. unterhielt in diesem Haus ein Teezimmer, in welchem sich bis zu 40 Menschen versammelten. Hier stand seit den Zeiten von Friedrich Wilhelm III. das kleine, nur einen Meter hohe Denkmal von Alexander I.
Die innere Ausstattung des königlichen Appartements war außerordentlich einfach. Nur der Tulaer Samowar und die Tisch- und Teeservices, die in der Königlichen Porzellan-Manufaktur in Berlin hergestellt wurden, zeugen von einem königlichen Wohnsitz. Das Geschenk des russischen Zaren Nikolaus I., einen mit Gold bemalten Teller aus Malachit, schmücken Darstellungen aus dem Leben auf dem Lande.